# Alexandra Nikititchna Annenskaïa
Alexandra Nikitichna Ánnenskaya (née Tkachióva ; 29 juin 1840 ou 11 juillet 1840, succession de Sivtsevo, province de Velikié Louki, Gouvernement de Pskov – 6 mai 1915 ou 16 mai 1915, Saint-Pétersbourg, Empire russe) est une pédagogue et une célèbre écrivain pour enfants du 19e siècle et début du 20e siècle, sœur de Piotr Tkatchev, épouse de Nicolas F Annenski, le frère de Innokenti Annenski.

## Biographie
Alexandra Nikititchna Annenskaia est née en 1840. Dans les années 1860, elle enseigne dans les écoles du dimanche et tient une école privée. Elle a participé à la traduction de nombreux ouvrages scientifiques, et a activement contribué à la revue de Saint-Pétersbourg, Semia i Shkola (Famille et École). Ses romans et nouvelles pour enfants sont imprégnés des idées des années 1860.
Son adaptation du livre de Daniel Defoe Robinson Crusoé a été maintes fois réimprimée. Pour la bibliothèque biographique de Pavlenkov, A. N. Annenskaia a produit la biographie de Nicolas Gogol, Charles Dickens et François Rabelais ; pour le Detskoi biblioteki (Bibliothèque pour enfants), elle écrit Detstvo i iunost Bendjamina Franklina (Enfance et jeunesse de Benjamin Franklin).
Alexandra Nikititchna Annenskaia est décédée en 1915. Elle a été enterrée dans l'aile Literatorskie mostki (Ponts littéraires) du cimetière Volkovo à Saint-Pétersbourg, à côté de son mari.
L'encyclopédie littéraire décrit l'apport littéraire d'A. N. Annenskaia comme suit : « Avant la révolution, les livres d'Annenskaia formaient le noyau fondamental de toute bibliothèque pour enfants. Ses biographies, récits de voyage et adaptations de la littérature étrangère ne sont pas encore obsolètes. »